# Непейвода, Николай Николаевич
Никола́й Никола́евич Непейвода́ (род. 17 июня 1949, село Шелаево, Курская область) — советский и российский математик, учёный в области теоретической информатики и математической логики, доктор физико-математических наук, профессор, главный научный сотрудник Института программных систем РАН. Автор более 150 печатных трудов.

## Биография
Род Непейвода берёт начало от знаменитого запорожского казацкого полковника.
Окончил сельскую школу, затем мехмат МГУ. Специализировался по логике. Затем стал заниматься программированием, философией, лингвистикой и общим системным и логическим анализом. В 1974 году защитил кандидатскую диссертацию «Предикативные теории второго порядка с неограниченным правилом свертки», а 1988 году — докторскую диссертацию «Анализ и методы доказательного программирования в конструктивных логиках».
Является одним из основателей теории неформализуемых понятий и теории логического синтеза программ на базе конструктивных логик, создал два из четырёх известных классов конструктивных логик, разработал методику логического подхода, ставшего естественной альтернативой системному подходу.
Активно работал над созданием учебной программы по фундаментальным основам информатики, вёл интенсивные эксперименты по перестройке преподавания информатики, рассматривая это как комплексную проблему, считая, что научить настоящему программированию без надлежащего уровня подготовки по математике и философии невозможно. Участвовал в разработке учебных планов и становлении факультета информационных технологий НГУ, выросшего из состава механико-математического факультета. В 90-е годы XX века работал преподавателем Удмуртского государственного университета.
С 2012 года — главный научный сотрудник исследовательского центра мультипроцессорных систем Института программных систем РАН в Переславле-Залесском.
В свободное время — писатель-фантаст.